# Chokebore
Chokebore ist eine Rockband aus Honolulu, Hawaii, die 1993 gegründet wurde.
Chokebore ist in Deutschland vor allem durch Veröffentlichungen bei Glitterhouse und eine Split-EP mit Tocotronic aus dem Jahr 1996 bekannt geworden.

## Geschichte
Troy hatte die Brüder James und Jonathan als Jugendliche in Hawaii kennengelernt. Sie versuchten zunächst, in der Musikszene von Los Angeles Fuß zu fassen, bevor sie 1993 einen Plattenvertrag beim Minneapoliser Label Amphetamine Reptile erhielten und dort ihre erste Single Nobody / Throats to Hit veröffentlichten. Im Anschluss tourten sie mit den Cosmic Psychos durch die USA, bevor sie 1993 ihr Debütalbum 'Motionless' veröffentlichten. Es folgten Konzerte als Vorgruppe von Bands wie Nirvana, Samiam und den Butthole Surfers. Die Musik von Chokebore zeichnete sich bereits damals durch einen extrem traurigen bis verzweifelten Unterton aus, weshalb ihr Musikstil auch als Sadcore bezeichnet wurde. Auch inhaltlich setzte sich die Band vorwiegend mit den Themen Einsamkeit, Trauer und Tod auseinander.
Mit ihrer zweiten Platte Anything Near Water tourten Chokebore zwei Jahre später erstmals durch Europa. 1997 folgte A Taste for Bitters, mit welcher die Band insbesondere in Frankreich größere Aufmerksamkeit erregte, wo sie wenig später auch den Nachfolger Black Black im Studio Black Box aufnahmen.
Danach zogen sich Chokebore für vier Jahre zurück, bevor sie 2002 It’s a Miracle veröffentlichten. Das Album stellt einen Wendepunkt dar, insofern es deutlich weniger angespannt wirkt und sich eher am gängigen Indie-Rock orientiert.
Die bis dato letzte Veröffentlichung der Band ist das Livealbum A Part from Life. Sänger und Gitarrist Troy Balthazar veröffentlichte 2006 ein Soloalbum bei Sinnbusrecords. Schlagzeuger Christian Omar Madrigal Izzo spielt mittlerweile bei der Band Christian Death 1334.
Am 18. November 2009 verkündete die Band über ihre Homepage und Newsletter ihr Comeback: "We are happy to announce that Chokebore are getting back together again to play a handful of shows around Europe! […]"

## Diskografie

### Studioalben
- 1993: Motionless
- 1995: Anything Near Water
- 1997: A Taste for Bitters
- 1998: Black Black
- 2002: It’s a Miracle
- 2003: A Part from Life

### Singles
- 1993: Nobody / Throats to Hit (Amphetamine Reptile Records)
- 1995: Thin as Clouds (Amphetamine Reptile Records)
- 1996: Split mit Tocotronic (Amphetamine Reptile Records / L’Age d’Or)
- 1999: Self-titled double (Punk iN My Vitamins)

### EPs
- 1997: It Could Ruin Your Day (Amphetamine Reptile Records)
- 1997: Days of Nothing (Amphetamine Reptile Records)
- 2001: Strange Lines (Redwood Records)
- 2011: Falls Best (Vicious Circle)